# Eddy Chandler
Pour les articles homonymes, voir Chandler.
Eddy Chandler (né le 12 mars 1894, mort le 23 mars 1948 à Los Angeles), est un acteur américain qui a joué dans plusieurs centaines de films, dont trois ont remporté un Oscar du cinéma : New York-Miami (It Happened One Night) en 1934, Vous ne l'emporterez pas avec vous (You Can't Take It with You) en 1938, et Autant en emporte le vent (Gone with the Wind) en 1939.

## Filmographie partielle
- 1917 : Honest Thieves

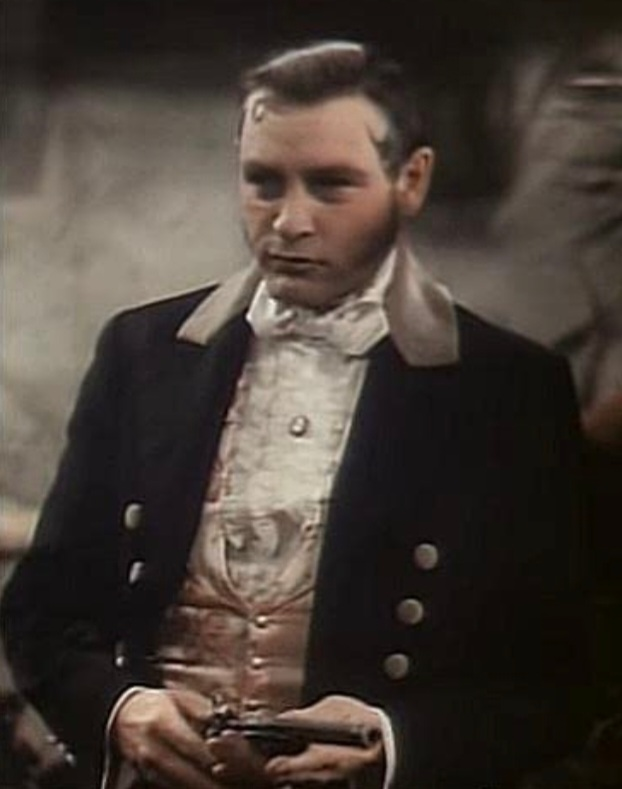
Eddy Chandler dans Dixiana (1930)

- 1925 : La Merveilleuse Aventure (Marriage in Transit) de Roy William Neill
- 1929 : Elle s'en va-t-en guerre (She Goes to War)
- 1930 : Dixiana :  : Blondell
- 1931 : Kept Husbands
- 1931 : La Blonde platine (Platinum Blonde)
- 1932 : La Forêt en fête  d'Albert S. Rogell
- 1932 : À tour de brasses
- 1934 : New York-Miami (It Happened One Night)
- 1935 : Les Joies de la famille
- 1935 : L'Infernale Poursuite
- 1935 : The Desert Trail
- 1937 : Smart Blonde
- 1938 : Joyeux Compères
- 1938 : Vous ne l'emporterez pas avec vous (You Can't Take It with You)
- 1939 : En surveillance spéciale
- 1939 : Le Vainqueur
- 1939 : Autant en emporte le vent (Gone with the Wind) : sergent à l'hôpital (non crédité)
- 1942 : Larceny, Inc.
- 1942 : Le Caïd
- 1943 : The Ghost and the Guest de William Nigh
- 1945 : Penny cherche un père (That Night with You) de William A. Seiter